# Hanshin Tigers

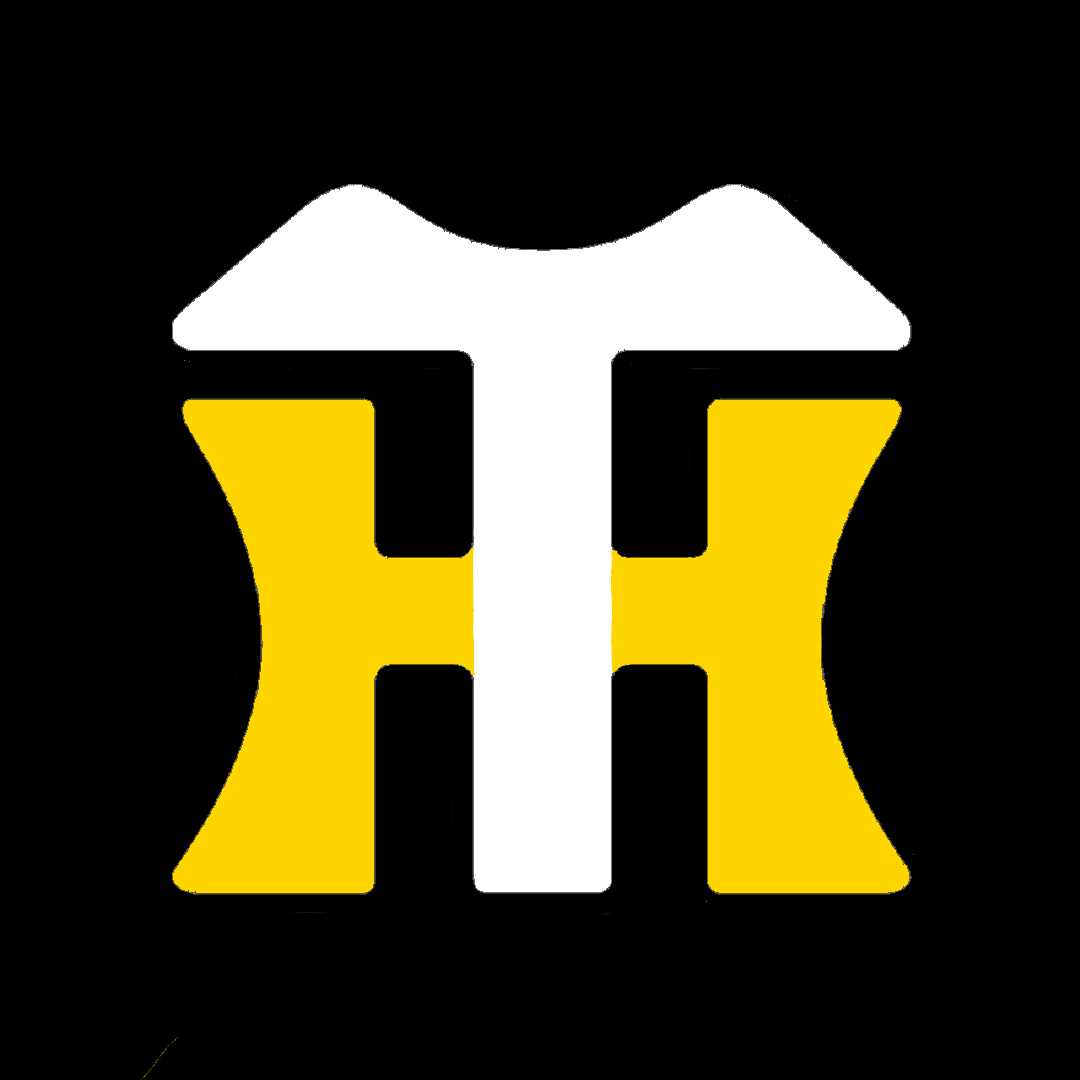
Hanshin Tigers symbol

Hanshin Tigers (japanska: 阪神タイガース?, Hanshin Taigāsu) är ett professionellt japanskt basebollag som spelar i Nippon Professional Baseball. Klubbens hemmaarena är Hanshin Koshien Stadium i Nishinomiya och den ägs av järnvägsbolaget Hanshin dentetsu.

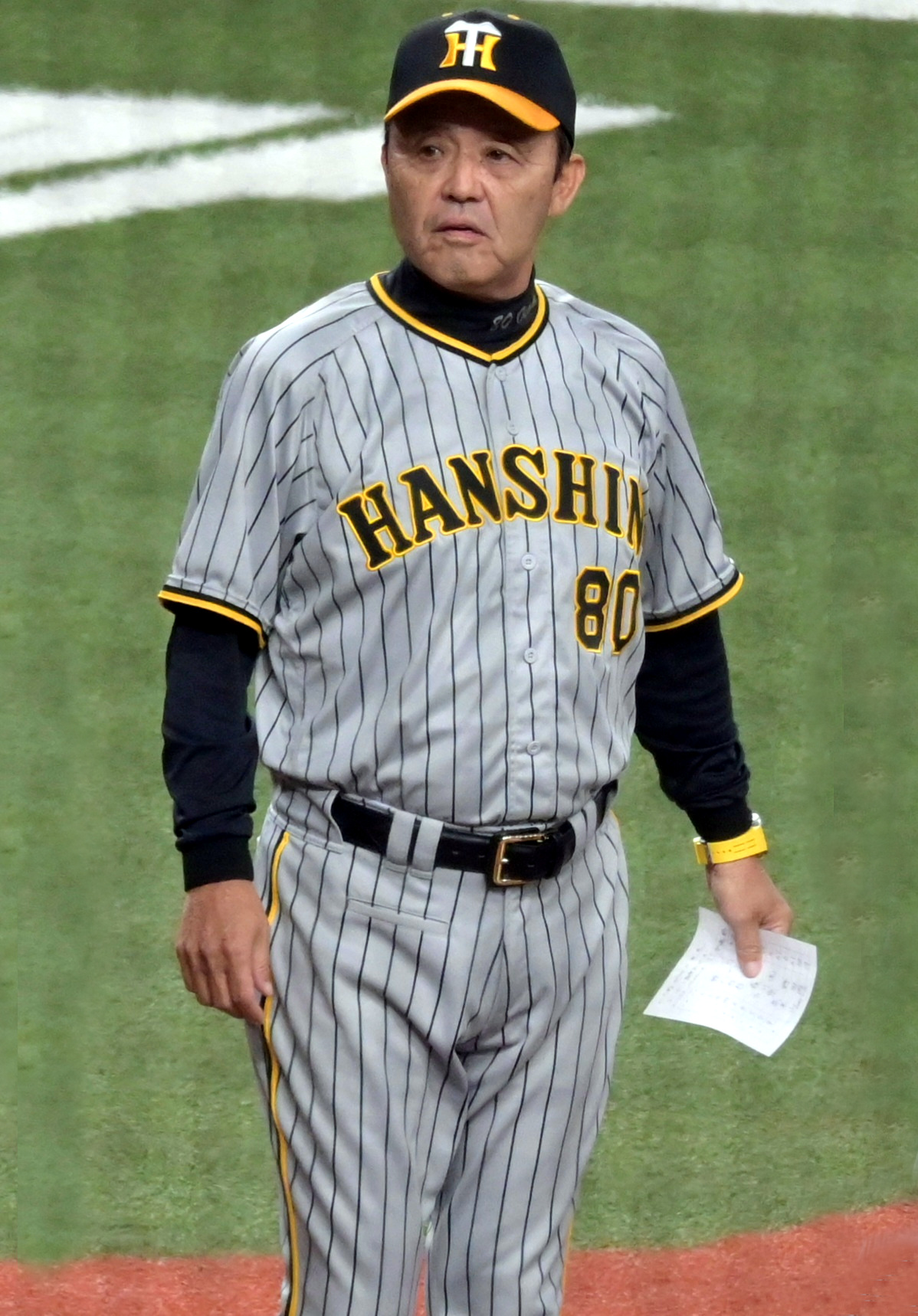
Tränare Akinobu Okada

Akinobu Okada är tränare för laget.